# Withius vagrans
Espèce
Withius vagrans est une espèce de pseudoscorpions de la famille des Withiidae.

## Distribution
Cette espèce est endémique du Texas aux États-Unis.

## Publication originale
- Chamberlin, 1925 : On a collection of pseudoscorpions from the stomach contents of toads. University of California Publications in Entomology, vol. 3, p. 327-332.